# Velká artéská pánev

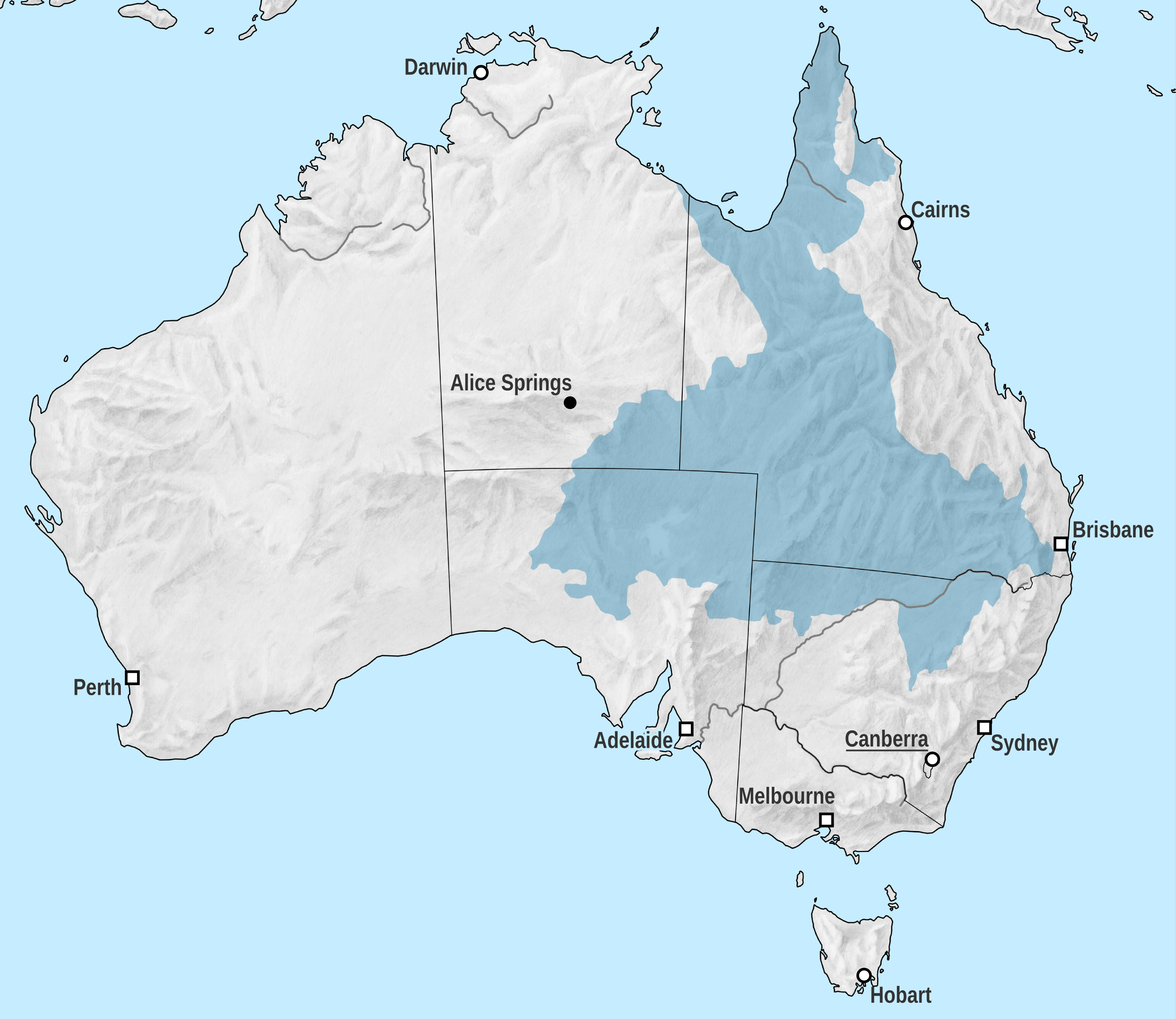
Mapa Velká artéské pánve

Velká artéská pánev (anglicky Great Artesian Basin) je největší a nejhlubší artéská pánev na světě. Rozkládá se v Austrálii na rozloze více než 1 700 000 km2 (tj. přibližně 23 % rozlohy země).
Leží západně od Velkého předělového pohoří, tzn. na východě, severovýchodě a částečně i ve střední části Austrálie. Nachází se ve státech Queensland, Severní teritorium, Nový Jižní Wales a Jižní Austrálie. Představuje rozsáhlé zásoby podzemní artéské sladké vody různé kvality. Pánev dosahuje hloubky až 3 000 m, uvažuje se, že se zde nachází okolo 64 900 krychlových kilometrů podzemní vody.